# Unterscheibe
Unterscheibe ist ein Ortsteil der Gemeinde Raschau-Markersbach im Erzgebirge im Erzgebirgskreis in Sachsen.

## Geschichte
Das Waldhufendorf Unterscheibe besteht aus einer 6½ Hufen umfassenden Flur. Unter der Bezeichnung „Scheibe“ wird es erstmals 1401 genannt. Es wird jedoch vermutet, dass es mit dem 1240 an das Kloster Grünhain verschenkte „Neunhufen“ oder „Neunhausen“ identisch ist. Ein sicherer Beleg dafür fehlt.
Politisch gehört Unterscheibe schon jeher zu Markersbach. Besonders im 16. und. 17. Jahrhundert wird die aus beiden Dörfern gebildete Gemeinde häufig unter dem Namen des größeren Dorfes Unter- bzw. Niederscheibe geführt. Für beide Dörfer zusammen gab es nur ein walzendes Richteramt und ernannte Gerichtsschöppen.
Hauptnahrungsquelle war Kleinbauerei, die zur Versorgung der eigenen Familie knapp ausreichte. Daneben waren wenige Handwerker wie Hufschmiede, Schneider und Fleischer ansässig. Zwei Mühlen wurden im 18. und 19. Jahrhundert angelegt. Aus der älteren der beiden entwickelte sich das Sägewerk Frenzel, das bis heute in Betrieb ist und als Technisches Museum besichtigt werden kann.

## Bilder

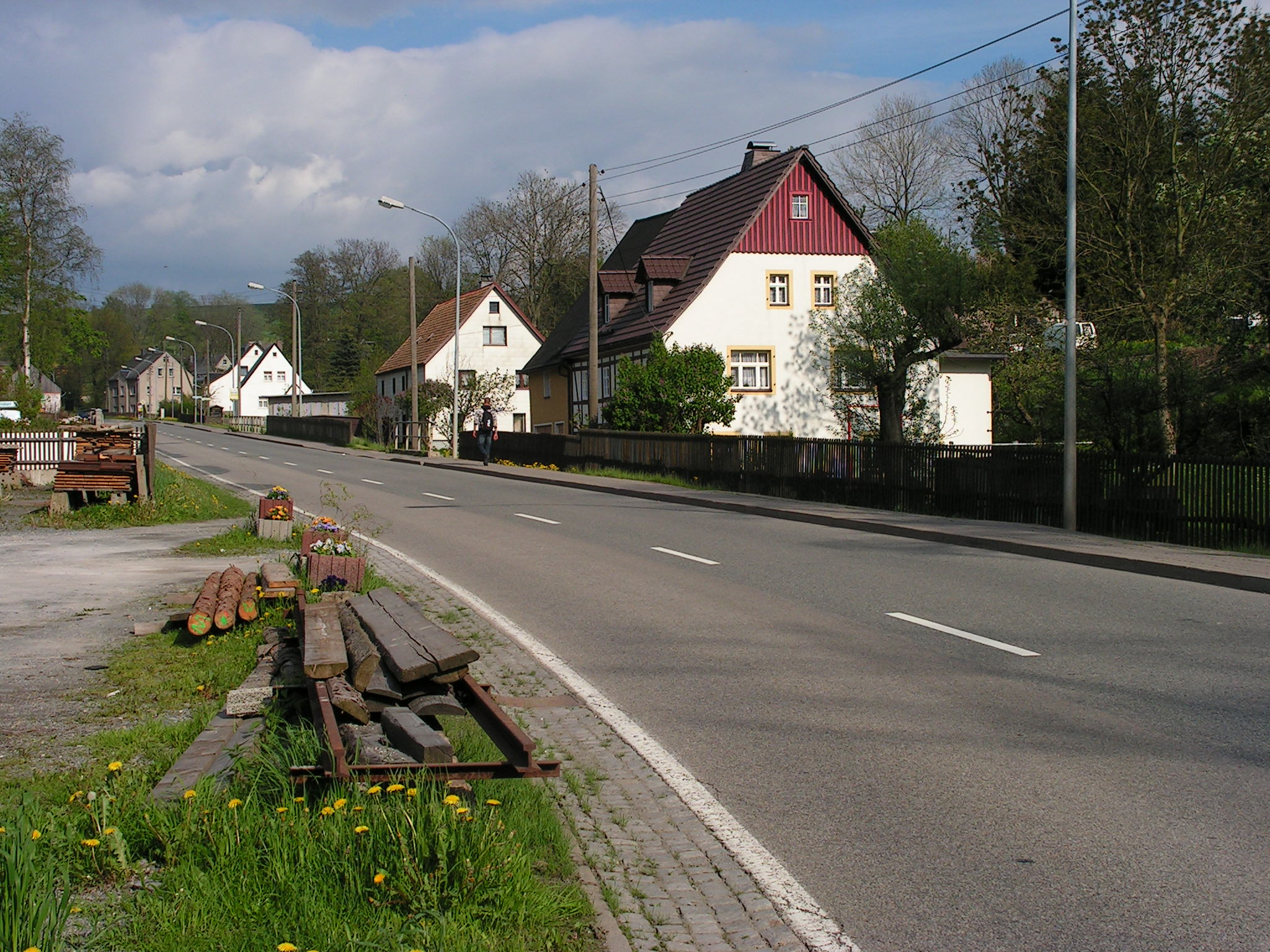
In Unterscheibe
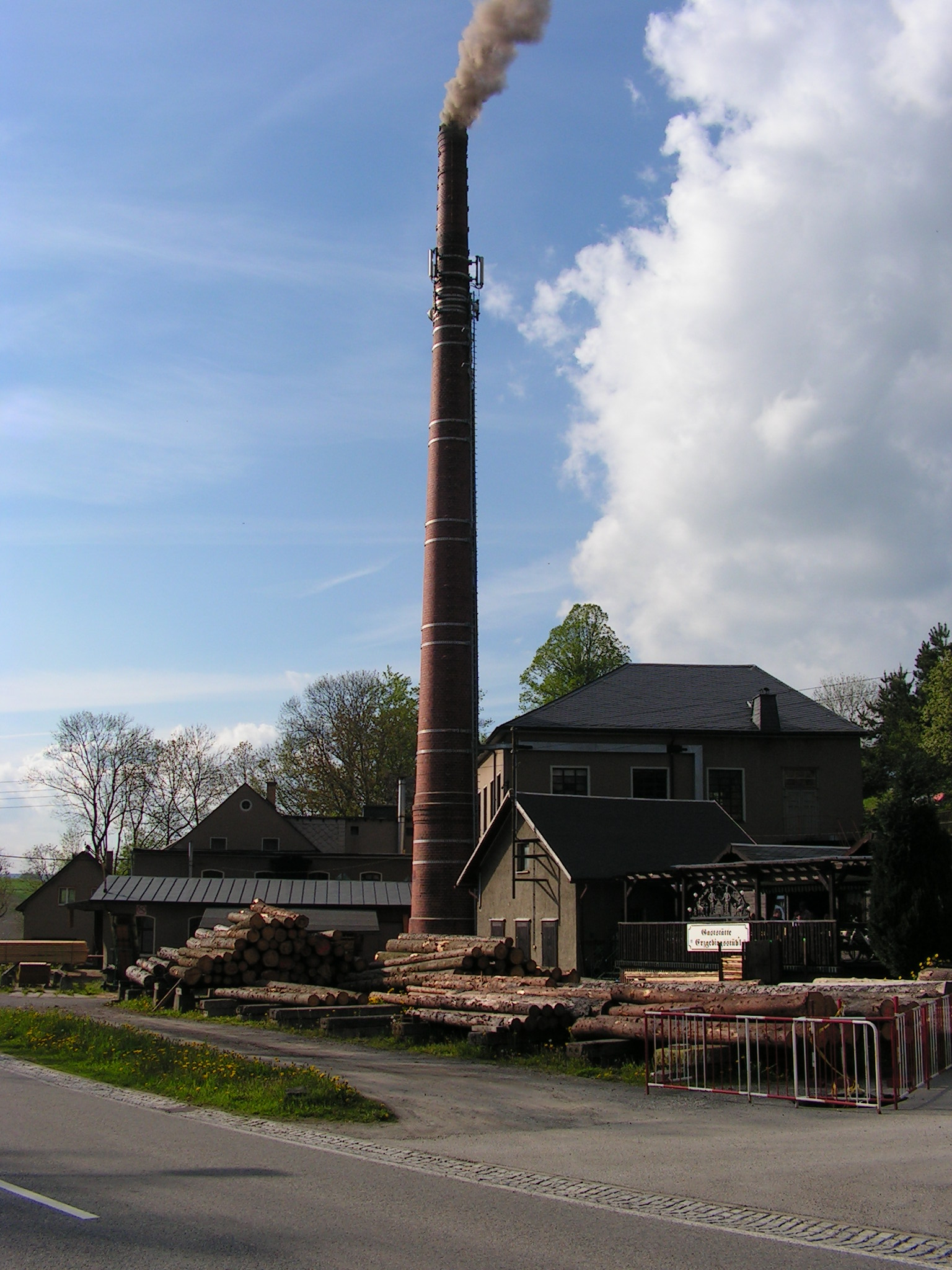
Sägewerk Frenzel